# Pseudobaza
Pseudobaza lub {\displaystyle \psi }-baza – dla danej przestrzeni topologicznej {\displaystyle (X,\tau )} rodzina zbiorów otwartych o tej własności, że każdy punkt tej przestrzeni jest jedynym punktem przekroju wszystkich elementów tej rodziny, które go zawierają, tzn. dowolna rodzina {\displaystyle {\mathcal {B}}} spełniająca
{\displaystyle \forall _{p\in X}\;\{p\}=\bigcap {\big \{}B\in {\mathcal {B}}\colon p\in B{\big \}}.}
Pseudowagą lub {\displaystyle \psi }-wagą przestrzeni {\displaystyle (X,\tau )} nazywa się najmniejszą moc pseudobazy tej przestrzeni, o ile wyraża się ona liczbą nieskończoną bądź liczbę {\displaystyle \aleph _{0}} (najmniejsza nieskończona liczba kardynalna) w przeciwnym przypadku.